# Zincohögbomite-2N2S
La zincohögbomite-2N2S è un minerale appartenente al gruppo dell'högbomite.

## Etimologia
Il nome deriva dalla composizione chimica: è una högbomite con contenuto prevalente di zinco.